# Oflag
Oflag ou Offizier-Lager foi um tipo de campo de prisioneiro na Alemanha destinado aos oficiais durante a Segunda Guerra Mundial.